# Bayan-Ölgii-Aimag
Bayan-Ölgii-Aimag este un aimag, (provincie) în Mongolia
1. ↑   (PDF) https://www.adb.org/sites/default/files/project-documents/51106/51106-001-tacr-en_4.pdf, accesat în 27 februarie 2025 Lipsește sau este vid: |title= (ajutor)